# Guerre en montagne

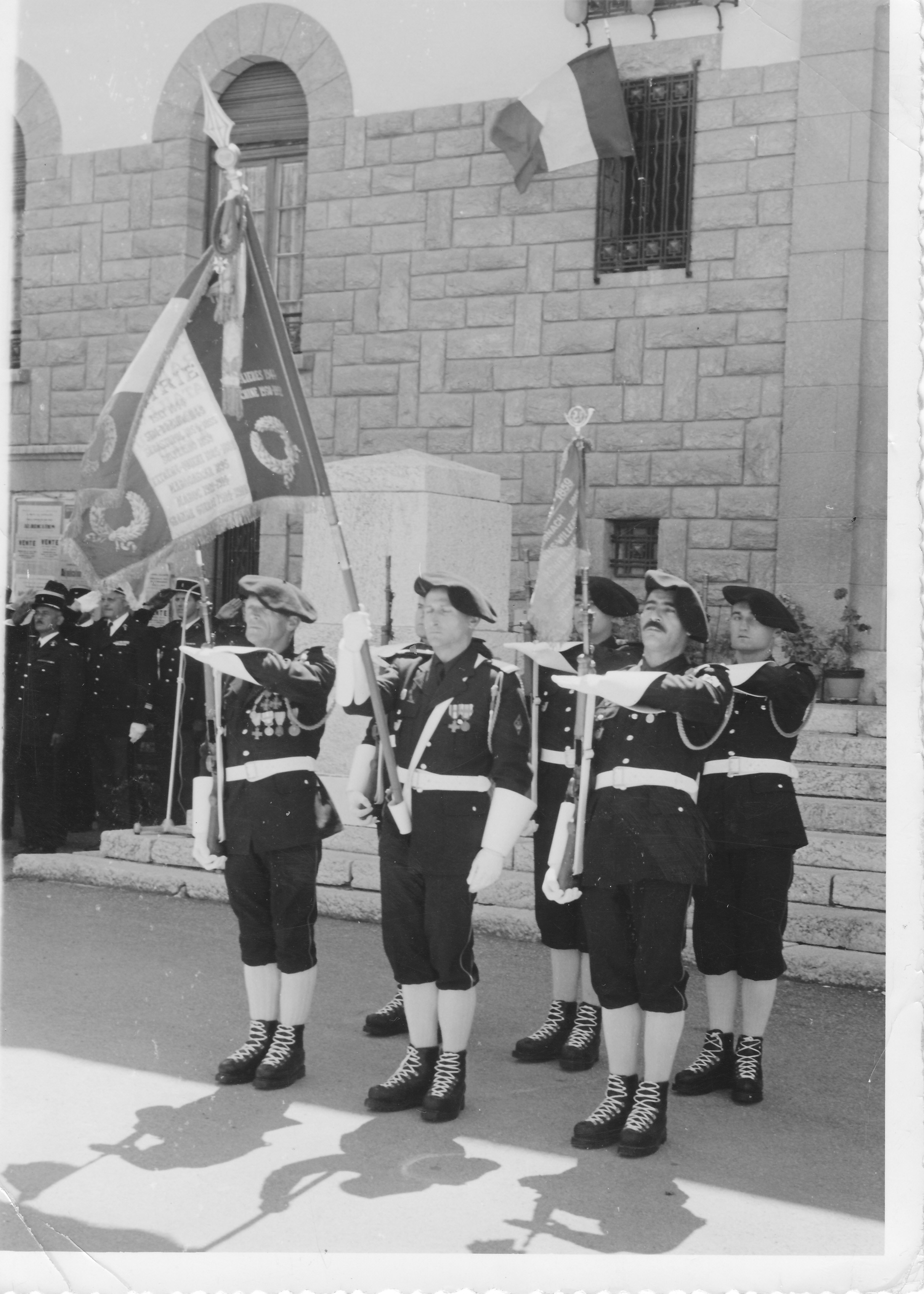
Chasseurs alpins français en 1970.

La guerre en montagne est la composante d'une guerre se déroulant dans une zone montagneuse ou fortement accidentée. Aux enjeux propres au combat avec l'ennemi, s'ajoutent les contraintes dues aux conditions climatiques extrêmes et les difficultés et risques liés aux déplacements et plus généralement à la vie dans un environment escarpé et inhospitalier, éventuellement recouvert de neige ou de glace.
Selon les circonstances, les armées ont toujours cherché à maîtriser et à s'adapter aux conditions propres à la guerre en montagne, car les chaînes de montagnes ont souvent une importance stratégique en tant que frontières naturelles : les cols sont des points de passage obligé qu'il faut tenir et les réserves d'eau (sources, lacs, etc.) constituent des réserves stratégiques essentielles au pays.
Plusieurs pays disposent d'unités de combat adaptées à cet environnement comme la France avec les Chasseurs alpins, l'Allemagne avec les Gebirgsjäger, les États-Unis avec la 10e division de montagne ou l'Italie avec les Alpini. Celles-ci sont équipées de manière relativement légères et ont eu de l’armement spécifique tels que, anciennement, les canons de montagne.
La bataille de San Matteo, qui eut lieu à la fin de l'été 1918 sur la pointe San Matteo (3 678 mètres) en Italie du Nord durant la Première Guerre mondiale, fut considérée comme la bataille à la plus haute altitude de l'histoire avant d'être surpassée en 1999 par le conflit de Kargil entre l'Inde et le Pakistan à 5 600 mètres.
Les conditions particulières du terrain montagneux font que les pertes humaines peuvent être très lourdes hors combat. On estime par exemple que 60 000 militaires de toutes nationalités ont péri lors d'avalanches lors de la Première Guerre mondiale.